# 菅礼之助
菅 礼之助（すが れいのすけ、1883年11月25日 - 1971年2月18日）は、日本の実業家、俳人。秋田県生まれ。旧制秋田中学、日本中学（現：日本学園）、東京高等商業学校（現：一橋大学）出身。古河鉱業（現古河機械金属）を経て、石炭庁長官、同和鉱業（現DOWAホールディングス）会長、昭和鉱業（現昭和KDE）会長、東京電力会長、経済団体連合会評議会議長等を務めた。1970年勲一等瑞宝章、1971年従三位勲一等。第九代、十代、十三代如水会理事長。初代日本相撲協会運営審議会会長。俳人としては裸馬と号し、俳誌「同人」を主宰した。

## 経歴
菅礼之助（菅裸馬）は明治16年（1883年）に秋田県南秋田郡土崎港町に生まれ（本籍は雄勝郡秋ノ宮）、東京高等商業学校（現：一橋大学）を卒業後、明治38年（1905年）に古河鉱業へ入社、古河グループの三代目古河虎之助をビジネスで支える一人となった。大阪支店長等を経て、大正6年（1917年）に古河商事取締役、大正9年（1920年）に古河合名会社の取締役になっている。昭和6年（1931年）、古河鉱業を退職し、2年間アジア、欧州、米国等外遊し見聞を広めた（昭和8年帰国）。帰国後、閑居していたが、東京証券取引所監査役、日満鉱業（株）会長等の声がかかった。昭和14年（1939年）帝国鉱業開発（株）社長となる。帝国鉱業開発は国策会社で、国が中小鉱山に金融面での支援、あるいは自ら事業を行う機関で、同和鉱業、昭和鉱業等の支援を行った。その結果、戦後に昭和鉱業、同和鉱業の会長に招かれている。また第1次吉田内閣、片山哲社会党内閣の石炭庁長官を務めた。石炭供給をめぐる贈収賄事件で東京電力の従業員が逮捕・安蔵弥輔会長と高井亮太郎社長がともに引責辞任した際には松永安左エ門の推挙もあって後任の会長に白羽の矢が立ち、昭和29年（1954年）に四代目東京電力会長となり、その職を7年間務めた。また昭和30年（1955年）に石坂泰三会長の時代に経団連評議会議長を務めた。経団連は昭和35年（1960年）に経団連ビルを立て直しているが、菅は「経団連会館建設委員長」として財界から当時の約70億円の募金を集める役割を果たした（経団連会館は平成21年に再築されている）。
菅には財界人のほかにもう一つの顔があった。俳句である。昭和24年（1949年）に、関西の雄といわれた青木月斗の後を継ぎ、俳句結社「同人」の二代目主宰となり、約20年間その役割を続けた。作句に関しては、奇を好まず、小主観を捨てて、自然描写の中から個性を引き出すことを重視したと言われる。裸馬と交流が深く、裸馬の句集「玄酒」を編集した石田波郷は「裸馬の句は、平明な詠みぶりだが、充実、鋭敏、脈動が迫ってくる」と評している。
その他、相撲、芝居（歌舞伎）の世界でも多くの交流を持ち、横綱・双葉山との交流は深かった。1957年には就任間もない時津風理事長（双葉山）に請われて運営審議委員会の初代委員長を務めた。さらに源実朝の研究者としての実績も残した（現在でも鎌倉の鶴岡八幡宮には菅裸馬の句、「歌あはれ　その人あはれ　実朝忌」の句碑が残っている）。
（菅裸馬の著書）
随筆「うしろむき」、「雁わたる」、句集に「玄酒」、「裸馬翁五千句」、「自註菅裸馬集」等がある。随筆「うしろむき」の中の「錦島三太夫の死」は金子洋文の脚本で、花柳章太郎、エノケン一座が上演し、ＮＥＴ（現テレビ朝日）でテレビドラマ化されている。

## 菅裸馬の代表句
- 草焼くや眼前の風火となりぬ（昭和２年）
- 歌あはれその人あはれ実朝忌（昭和14年）
- 天皇は人にておはす麦藁帽（昭和22年）
- 星二三ひそめて夜の梅となる（昭和25年）
- 庭前の柏樹子冬日弄ぶ（昭和25年）
- 紅梅に匂ふ少年老い易し（昭和26年）
- 水中花人には人にあるだけの運（昭和29年）
- 咲き絶ゆるまで朝顔に流れたりし月日（昭和29年）
- 失われるものゆゑ虹に佇（た）ちつくす（昭和29年）
- 選二タ夜五更の露を感ずらく（昭和32年）
- ほかの道を知らずこの道花茨（昭和33年）
- 歳月は空行く天馬雲の秋（昭和36年）
- 母の日やそのありし日の裁ちばさみ（昭和37年）
- また今日へつづく春寒人殺す（昭和38年）
- 春の霜解くるを待たで旅行くも（昭和39年）

## 年譜
- 1883年 - 南秋田郡土崎港町生まれ、雄勝郡雄勝町秋ノ宮（現湯沢市）(本籍）。
- 1896年 - 旧制秋田中学校（現秋田県立秋田高等学校）
- 1898年 - 日本中学校（現日本学園中学校・高等学校）
- 1905年 - 東京高等商業学校（現一橋大学）卒
- 1905年 - 古河鉱業（現古河機械金属）入社
- 1921年 - 古河合名理事
- 1934年 - 東京証券取引所監査役
- 1937年 - 日満鉱業会長
- 1939年 - 帝国鉱業開発社長
- 1940年 - 昭和鉱業（現昭和KDE）会長
- 1943年 - 同和鉱業（現DOWAホールディングス)会長
- 1946年 - 石炭庁長官
- 1946年 - 1952年 社団法人如水会理事長
- 1947年 - 配炭公団総裁
- 1949年 - 東京瓦斯監査役、俳句結社「同人」主宰となる
- 1954年 - 東京電力会長
- 1955年 - 電気事業連合会会長
- 1956年 - 社団法人日本原子力産業会議初代会長
- 1956年から1968年まで社団法人経済団体連合会評議会議長。後に同顧問。
- 科学新聞社会長
- 財団法人日本原子力研究所理事
- 産業計画会議委員（議長・松永安左ヱ門）
- 1957年 - 日本相撲協会運営審議会会長、一橋大学奨学財団理事、日本開発銀行参与
- 1958年 - アラビア石油（株）取締役
- 1959年 - 勲二等・藍綬褒章受章
- 1961年 - 東京電力会長辞任
- 1966年 - アラスカ石油開発相談役
- 1970年 - 勲一等瑞宝章受章
- 1971年没す。従三位勲一等

## 親族
- 父 - 菅礼治
  - 元第四十八国立銀行→第四十八銀行（現秋田銀行）頭取
- 子 - （長男）菅礼太（三菱鉱業東京支店長）（次男）長瀬達吉（旧：菅達吉）（通商産業省、アラビア石油アラビア鉱業所副所長、共同石油常務）（三男）菅元彦（経団連総務部次長（長女）栄子（岡野栄子：日本銀行経理局長岡野節氏夫人）（四男）菅順一大陽寺順一（大陽寺家へ養子、社会政策学者、元社会政策学会代表幹事、一橋大学名誉教授）。

## 参考書籍
- 『俳人菅裸馬』 長瀬達郎著、2011年7月発行、角川書店、ISBN 978-4046523839
- 『新版　俳人菅裸馬』長瀬達郎著、2017年7月発行、角川文化振興財団、ISBN978-4-04-876472-8  
菅礼之助の孫である長瀬達郎による評伝。菅裸馬の代表句173句が収められている他、古河虎之助、佐佐木信綱、昭和天皇、与謝野晶子、松永安左エ門、双葉山、石田波郷、武原はん、金子洋文、岸信介、池田勇人、石坂泰三といった交友関係についても採り上げられている。